# Biganzolo
Biganzolo è una frazione del comune italiano di Verbania, nella provincia del Verbano-Cusio-Ossola, in Piemonte.

## Geografia
Biganzolo si trova al termine del pendio che scende da Antoliva, in una zona pianeggiante chiamata Pastura.

## Storia
Paese di origine medioevale, veniva utilizzata principalmente per attività agro-pastorali grazie ad una grande spianata, detta il Motto, adibita alla coltivazione, e alla Pastura, grande campo in erba che veniva utilizzato come pascolo.In epoca feudale rimase sotto la signoria dei marchesi Moriggia. 
Biganzolo ha dato i natali allo storico e scrittore Nino Chiovini, noto per i suoi studi e opere sulla Resistenza partigiana nelle valli del Verbano Cusio Ossola.

## Selasca

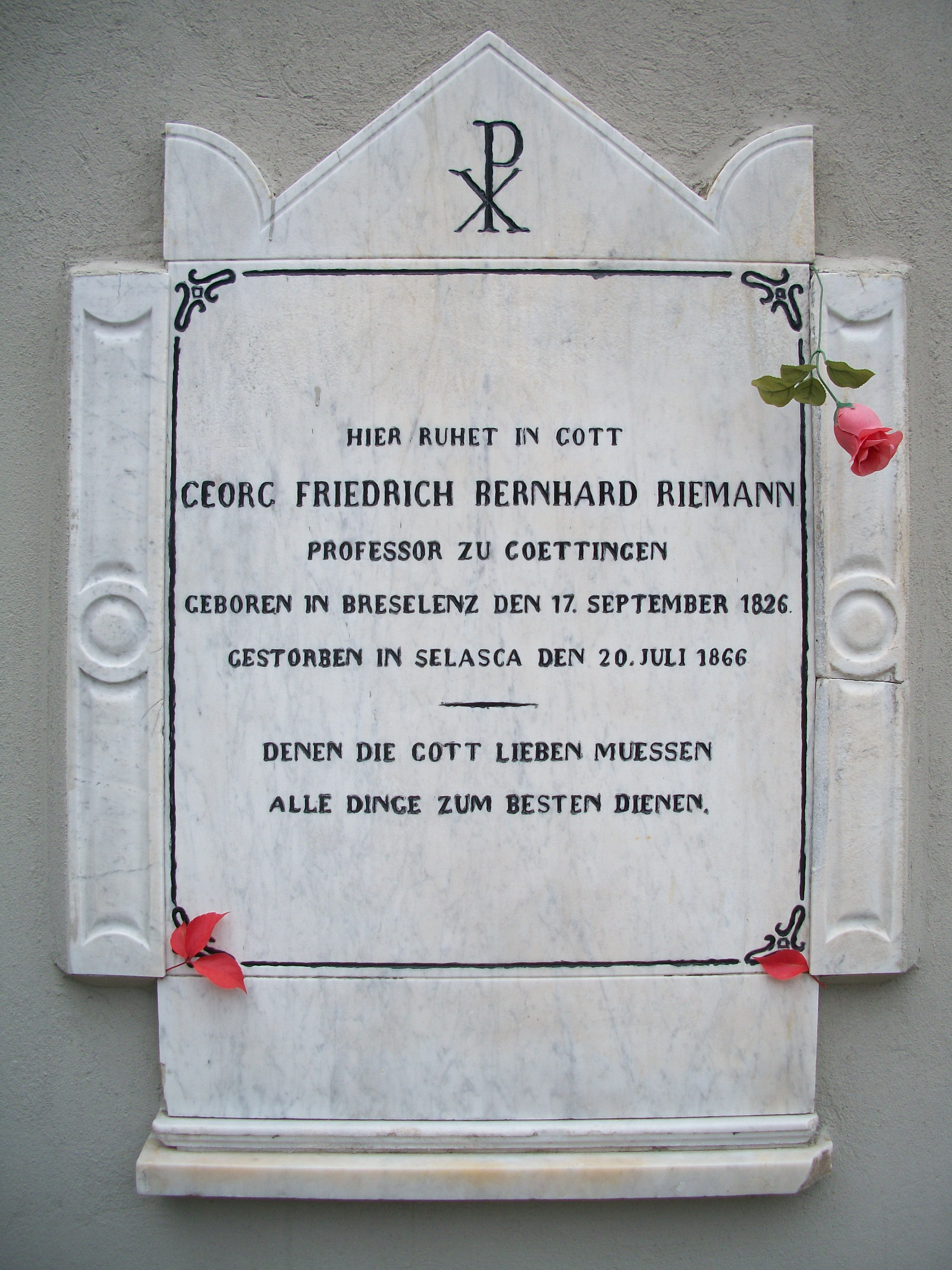
La lapide in ricordo di Riemann

Villaggio di piccole dimensioni, posta sul pendio che da Biganzolo scende al lago. In passato vantava grande prestigio nel settore metallurgico e alla fine del XIX secolo diventava celebre in tutto il mondo per la produzione di automobili della ditta Züst.
A Selasca soggiornò, per curarsi dalla tubercolosi, il matematico tedesco Bernhard Riemann, che tuttavia qui trovò la morte. Oggi riposa al cimitero di Biganzolo, dove è presente una lapide in sua memoria.